# Paisley-Höhlen
Koordinaten: 42° 45′ 41,9″ N, 120° 33′ 13,2″ W

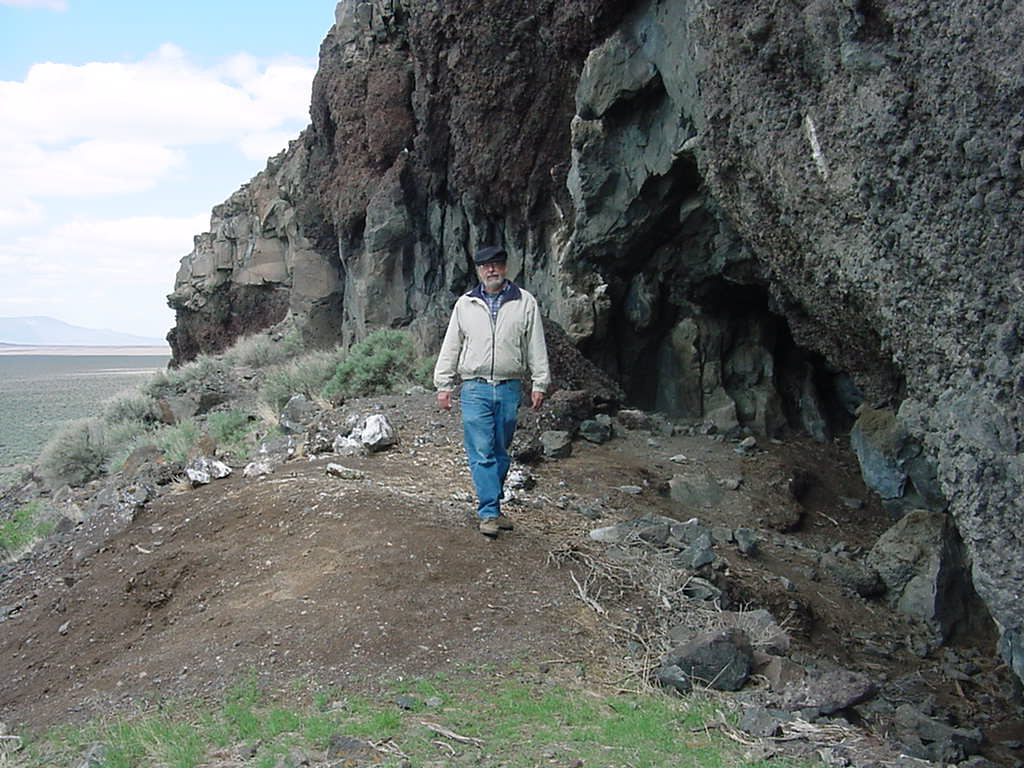
Die Höhle Nr. 5 mit einem Archäologen

Die Paisley-Höhlen (engl. „Paisley Caves“ oder „Paisley Five Mile Point Caves“ oder „Paisley 5 Mile Point Caves“) sind acht Höhlen und Abris im Becken des Summer Lake 8 km (5 Meilen) nördlich des Ortes Paisley, Lake County im US-Bundesstaat Oregon. Archäologische Funde in den Höhlen aus den Jahren 2002/03, die 2007 analysiert und 2008 veröffentlicht wurden, bestätigen die Thesen über den Anfang der Besiedlung Amerikas, schieben deren Beginn aber um rund 1500 Jahre vor den bisher angenommenen Zeitpunkt. Sie sind der Beweis für pre-clovis Paläo-Indianer. 2011 wurde der bekannte Zeitraum für die Besiedelung Amerikas durch Funde im Buttermilk Creek Complex in Texas, die auf 15.500 bis 12.300 Jahre B.P. datiert werden, weiter nach vorne verschoben.

## Ausgrabungen
Erstmals führte 1938 Luther Sheeleigh Cressman Grabungen in den Paisley-Höhlen durch. Es wurden menschliche und tierische Knochen, Werkzeuge und Feuerstellen gefunden.
Die Höhlen entstanden durch Wellenschlag des prähistorischen Lake Chewaucan, der am Ende der letzten Eiszeit große Teile Zentral-Oregons bedeckte und aus dem der heutige Summer Lake hervorging. Als nach der Eiszeit der Wasserspiegel des Sees beträchtlich fiel, wurden Schluff und Sand sowie feines Geröll durch den Wind in die Höhlen eingetragen. Organisches Material wie Knochen, Exkremente, Pflanzenteile und Artefakte wurden von Menschen und Tieren eingebracht. Unter den Artefakten aus organischem Material konnten Schnüre aus Tiersehnen und Pflanzenfasern, Tierfell, Flechtwerk und hölzerne Pflöcke gefunden werden. Aufgrund des Klimas der Region mit extremer Trockenheit blieben die organischen Bestandteile in exzellentem Erhaltungszustand. Außerdem wurden einige wenige Steinwerkzeuge und Abschläge aus der Herstellung von steinernen Klingen entdeckt. Die Stratigraphie war ungestört und wurde mit traditionellen Methoden auf die Übergangszeit zwischen Pleistozän und Holozän datiert.
Seit 2002 nutzt die University of Oregon die Höhle für Lehrgrabungen. Während der Ausgrabungen im Winter 2002/03 wurden in den untersten Schichten 14 Koprolithen gefunden, die von menschlichem Kot einer frühen Besiedlung der Höhle stammen. Die Exkremente sind nach kalibrierten 14C-Daten etwa 14.300 Jahre alt. In den Funden konnte 2008 menschliche DNA identifiziert werden. Die mitochondriale DNA konnte nach Untersuchung an der Universität Kopenhagen – mit Bestätigung durch die Universität Leipzig und Universität Uppsala – den Haplogruppen A2 und B2 zugeordnet werden, die zu indianischen Ureinwohnern Amerikas gehört. Eine Kontamination der Funde durch die Ausgräber wurde ausgeschlossen, weil von ihnen niemand die spezifischen genetischen Merkmale der indianischen Urbevölkerung trägt. Eine Übertragung der DNA aus höheren, jüngeren Schichten konnte ebenfalls ausgeschlossen werden, weil in den Koprolithen die DNA der Wüsten-Buschratte (Neotoma lepida) fehlte, die in jüngeren Schichten weit verbreitet ist.
Das Alter der Funde liegt mindestens 1000 Jahre vor dem archäologischen Nachweis der Clovis-Kultur, die als früheste flächenhaft verbreitete menschliche Kultur Amerikas gilt. Seit etwa dem Jahr 2000 galt die Existenz von Paläo-Indianern Pre-Clovis (vor Clovis) als wissenschaftliche Lehrmeinung, allerdings lagen bis zur Publikation der Funde aus den Paisley-Höhlen keine direkt datierten menschlichen Überreste vor. Die Funde aus Oregon passen auch örtlich in die angenommene Besiedlungsentwicklung. Demnach kamen die ersten Bewohner Amerikas am Ende der letzten Eiszeit über die noch existierende Landbrücke Beringia zwischen Sibirien und Alaska. Die Funde in Oregon lassen vermuten, dass sie an der Pazifikküste nach Süden zogen und nicht wie alternativ angenommen, eine eisfreie Lücke zwischen dem Laurentidischen Eisschild und den Gletschern der Coast Mountains im nordkanadischen Yukon-Territorium genutzt haben.
In den Paisly-Höhlen wurden auch die ältesten eindeutig identifizierbaren Werkzeugspuren gefunden. Je ein Knochen einer Bergziege und eines nicht näher identifizierbaren Huftieres zeigen Schnittmarken, die von einem Steinwerkzeug stammen. Die Knochen wurden auf 13.688 und 14.933 Before Present datiert und liegen damit um 700 bis 1500 Jahre vor Clovis und passen zu den Koprolith-Funden.